# Червеногърда трипръстка
Червеногърдата трипръстка (Turnix pyrrhothorax) е вид птица от семейство Трипръсткови (Turnicidae). Видът е незастрашен от изчезване.

## Разпространение
Разпространен е в Австралия.